# Автошлях Т 1919
Автошля́х Т 1919 — автомобільний шлях територіального значення у Сумській області. Пролягає територією Недригайлівського та Буринського районів через Буринь — Воскресенку — Суховерхівку — Терни. Загальна довжина — 20,9 км.

## Маршрут
Автошлях проходить через такі населені пункти:
| Автошлях Т 1919        |              |
| Сумська область        |              |
| Буринський район       |              |
| Буринь                 | Т 1910Т 1914 |
| Воскресенка            |              |
| Жуківка                |              |
| Кубракове              |              |
| Дмитрівка              |              |
| Суховерхівка           |              |
| Недригайлівський район |              |
| Терни                  | Р61          |